# Трохимчук, Виктор Васильевич
Трохимчук Виктор Васильевич (род. 15 апреля 1956 или 5 апреля 1955, Ушомир, Житомирская область) — украинский учёный в области фармации, заслуженный работник образования Украины, педагог, полковник медицинской службы (1994), доктор фармацевтических наук, профессор, член-корреспондент РАЕ, заведующий кафедрой организации и экономики фармации, декан фармацевтического факультета Одесского национального медицинского университета 2003—2013 гг., профессор кафедры организации и экономики фармации (с 2013 г.) и декан медико-профилактического и фармацевтического факультета Национального университета здравоохранения Украины имени П. Л. Шупика (с 2015 г)., главный редактор научного журнала «Фармацевтичний журнал» (с 2013 г.).

## Образование
- окончил с отличием Житомирский базовый фармацевтический колледж им. Г. С. Протасевича, поступил учиться на фармацевтическом факультете Запорожского государственного медицинского института (1976),
- окончил военно-фармацевтическое отделение Томского военно-медицинского института с отличием и присуждением золотой медали «За отличное окончание военного ВУЗа»(1978),
- адъюнктуру Военно-медицинской академии имени С. М. Кирова в Ленинграде (1983).
- учёная степень кандидата фармацевтических наук была присуждена Ученым специализированным советом при Ленинградском государственном химико-фармацевтическом институте (1983).
- учёная степень доктора фармацевтических наук была присуждена Ученым специализированным советом при Национальной медицинской академии последипломного образования имени П. Л. Шупика (1998).

## Карьера
- Провизорные должности в Житомирском областном аптечном управлении (1973).
- Провизорные должности в войсках МО (1978—1980).
- Провизорные должности в гвардейских воинских частях медицинской службы 1ТА (1978—1980).
- Работа на преподавательских должностях в Военно-медицинской академии имени С. М. Кирова в г. Ленинграде : адъюнкт (1980—1983), ассистент (1983—1990), доцент, профессор (1989—1993) кафедры военной фармации.
- Работа на преподавательских должностях в Украинской военно-медицинской академии в г. Киеве: инициатор создания кафедры военной фармации и её первый начальник в (1994—2003), активный участник создания фармацевтического факультета Национального медицинского университета им. А.Богомольца, один из первых профессоров факультета (по совместительству).
- Работа на преподавательских должностях в Одесском национальном медицинском университете в г. Одессе: заведующий кафедрой организации и экономики фармации (2003—2013), декан фармацевтического факультета (с 2003—2013).
- Работа на преподавательских должностях в Национального университета здравоохранения Украины имени П. Л. Шупикаа в г. Киеве: профессор кафедры организации и экономики фармации (с 2013).
- декан медико-профилактического и фармацевтического факультета Национального университета здравоохранения Украины имени П. Л. Шупика (с 2015 г)., главный редактор научного журнала «Фармацевтичний журнал» (с 2013 г.)

## Научная деятельность

### Научные исследования
Теория и практика технологии и стандартизации лекарственных средств. Фармацевтическое управление лекарственным обеспечением населения.

### Научный вклад
Автор и соавтор свыше 440 научных и учебных методических трудов, среди них 19 патентов и авторских свидетельств на изобретения, один словарь, один учебник, 25 учебных пособий.
Подготовил 4 доктора и 18 кандидатов фармацевтических наук.

### Основные труды
- Трохимчук В. В. і співавт. Process model of the pharmaceutical integrated management systems//Wiadomosci lekarskie (Warsaw, Poland : 2019) 72(2), pp. 201—208 . Видання Scopus
- Trochymchuk V.et al. Study of Compatibility of the Ingredients at Pharmaceutical Development of Medicine Syrup// Asian Journal of Pharmaceutics. — 2018. — Vol.12, № 4. — Р. 272—280 //DOI: 10.22377/ajp.v12i04.2835. Видання WoS.
- Trokhymchuk, V.V.et al. Pharmacoeconomic and epidemiological bases of optimal rotavirus vaccine supply for Ukrainian population(Article) //Wiadomosci lekarskie (Warsaw, Poland : 2019)Volume 72, Issue 7, 2019, Pages 1274—1281.
- Trochymchuk V. et al. Study of Compatibility of the Ingredients at Pharmaceutical Development of Medicine Syrup//Asian Journal of Pharmaceutics. — 2018. — Vol. 12, № 4. — Р. 272—280 //DOI: 10.22377/ajp.v12i04.2835.
- Трохимчук В. В. і співавт. Концептуальні аспекти управління розподілом медичного майна з позиції військово-фармацевтичної логістики// Фармацевтичний журнал. — 2019. — № 3. — С. 4-12. https://doi.org/ 10.32352/0367-3057.3.19.0
- Trokhymchuk, V. V. et al. Аналіз критеріїв ефективності застосування противірусного препарату у комплексній фармакотерапії негоспітальних пневмоній. Фармацевтичний журнал,2019, № 1, 97-104. https://doi.org/10.32352/0367-3057.1.19.09
- Убогов С. Г., Трохимчук В. В., Загорий В. А. Методические и прикладные аспекты управления рисками для качества в аптечных учреждениях// Рецепт. Международный научно-практический журнал для фармацевтов и врачей. 2019. Т. 22, № 1. С. 136—146.
- Трохимчук В. В. і співавт. Фізико-хімічні властивості лікарського сиропу з глюкозаміном та левокарнитином//Військова медицина України. — 2018. — № 3. — С. 91-100.
- Трохимчук В. В. і співавт. Методические и прикладные аспекты управления рисками для качества в аптечных учреждениях//Рецепт. Международный научно-практический журнал для фармацевтов и врачей. — 2019. Т. 22, № 1. — С. 136—146.
- Trochymchuk V. et al. Process model of the pharmaceutical integrated management systems.// Wiadomości Lekarskie. — 2019. — Т. 72, № 2. — Р. 201—208.
- Трохимчук В. В. і співавт. Аналіз критеріїв ефективності застосування противірусного препарату у комплексній фармакотерапії негоспітальних пневмоній // Фармацевтичний журнал. — 2019. — № 1. — С. 97-104. https://doi.org/10.32352/0367-3057.1.19
- Трохимчук В. В. і співавт. Концептуальні аспекти управління розподілом медичного майна з позиції військово-фармацевтичної логістики//Фармацевтичний журнал. — 2019. — № 3. — С. 4-12. https://doi.org/ 10.32352/0367-3057.3.19.
- Улізко І. В., Трохимчук В. В., Чуєшов В. І. Реологічні характеристики гелів на основі гідроксиметилцелюлози //Scientific Journal «Science Rise: Pharmaceutical Science». — 2016. — Vol.3 (3). — P. 44-48.
- Ulizko Igor, Trokhymchuk Viktor, Stepanenko Sergey and BobritskayaLarisa. Development of burdock leaves dense extract obtaining technology // The Pharma Innovation Journal 2016. — Vol. 5(10). — P. 29-31.
- Трохимчук В. В., Улизко И. Изучение комбинированного геля мелоксикама и экстракта сирени// Yale Review of Education and Science. — Yale: University Press, 2015. — Vol.6, № 1 (16). — Р. 510—516.
- Фармацевтична композиція «Офлінім» у формі мазі з протизапальною, антимікробною, знеболювальною та репаративною дією // Трохимчук В. В., Шматенко В. В., Тарасенко В. О. Патент на корисну модель № 89839 UA, МПК А61К9/06(2006.01); № u2013 15497 Заявлено 30.12.2013; Опубл. 25.04.2014, Бюл. № 8.
- Трохимчук В. В. Розроблення рекомендацій щодо створення локальних формулярів лікарських засобів для хворих на гастрит і дуоденіт дітей / В. В. Трохимчук, І.В.Вишницька. //Фармац. журн. — 2016. — № 3-4. — С. 16-20
- Трохимчук В. В. Стан забезпечення муколітичними засобами хворих на позалікарняну пневмонію дітей / О.І. Бєляєва, В. В. Трохимчук // Український медичний альманах. — 2013. — Т.16. — № 1. — С. 122—126. .
- Трохимчук В.В Експертне дослідження ефективності та безпечності лікарських препаратів для лікування дітей, хворих на пневмонію/В. В. Трохимчук, О.І.Бєляєва // Фармац. журн. — 2014. — № 6. — С. 8-17
- Трохимчук В. В. Спазмолітичні ЛЗ для лікування хворих на жовчнокам’яну хворобу на фармацевтичному ринку України /В. В. Трохимчук , О. В. Кирпач // Фармац.журнал. — 2014. — № 5. — С. 5-8
- Трохимчук В. В. Фармакоекономічні підходи до аналізу основних моделей лікування позалікарняної пневмонії у дітей /В. В. Трохимчук , О.І.Бєляєва // Управління, економіка та забезпечення якості в фармації. — 2013. — № 2. — С. 62-69.
- Давтян Л. Л., Рева Д. В., Чубенко О. В. , Трохимчук В. В. Розробка методики виявлення та визначення діючих речовин у складі стоматологічного гелю// Фармац. журн. — 2016. — № 2. — С. 48-53.
- Давтян Л. Л., Рева Д. В., Чубенко О. В. , Трохимчук В. В. Разработка методики выявления и определения активных фармацевтических ингредиентов в составе стоматологических плёнок// Рецепт. — 2016. — Т.19, № 4. — С.
- Дроздова А. О., Трохимчук В. В., Чубенко А. В. Разработка методик качественного и количественного определения клотримазола в составе крема // Рецепт. — 2016. — Т.19,№ 4. — С.
- Фармакоекономічна оцінка прямих витрат на лікування дітей віком до 3 років, хворих на пневмонію середнього ступеня тяжкості // Одеський медичний журнал. — 2010. — № 6(122). — С. 25-28
- Термографічне дослідження зразків моно-карбоксицелюлози, отриманих при підвищених тиску й температури // Запорожский медицинский журнал. — 2011. — Т. 13, № 1. — С.87-89
- Загальні закономірності «старіння» мокарбоксицелюлозних препаратів// Фармацевтичний часопис. — 2010. — № 4. — С. 24-27
- Фармакоекономічна оцінка прямих витрат на лікування хворих дітей на пневмонію середнього ступеня тяжкості віком до 3 років// Свідоцтво про реєстрацію авторського права № 49739 від 19.06.2013 (Співав. Бєляєва О.І., Гринчук І.Г.)
- Експертне дослідження ефективності та безпечності лікарських препаратів для лікування дітей, хворих на пневмонію //Фармац. журн. −2014. — № 6. — С. 8-17 (Співав. Бєляєва О.І.).
- Спазмолітичні ЛЗ для лікування хворих на жовчнокам’яну хворобу на фармацевтичному ринку України //Фармац.журн. — 2014. — № 5. — С. 5-8 (Співав. Кирпач О. В.).
- Автоматизація процессов лекарственного обеспечения детского населения Украины с гастроэнтерологической патологией//Вестник Южно-Казахстанской государственной фармацевтической академии: Республиканский научный журнал. — 2014. — Т.4, вып. 2 (67). — С. 187—191.(Співав. Ольхова И. В.).
- Фармацевтическое обеспечение детей с пневмонией в условиях стационарного лечения // Вестник Южно-Казахстанской государственной фармацевтической академии :Республиканский научный журнал. — 2014. — Т.4, вып. 3 (68). — С. 111—116.(Співав. Бєляєва О.І.).
- ФОРМУЛЯРНАЯ СИСТЕМА В ДЕТСКОЙ ГАСТРОЭНТЕРОЛОГИИ//Журнал «Международный журнал прикладных и фундаментальных исследований» № 7, 2012 год
- МЕТОДОЛОГИЧЕСКИЕ АСПЕКТЫ ЭКСПЕРТНОГО ИССЛЕДОВАНИЯ ФАРМАКОТЕРАПИИ ПНЕВМОНИИ У ДЕТЕЙ// «Фундаментальные и прикладные проблемы медицины и биологии» ОАЭ (Дубай), 16-23 октября 2012
- Фармакоэкономический анализ антибактериальной терапии с целью оптимизации лекарственного обеспечения детей, больных пневмонией / О. И. Беляева, В. В. Трохимчук // Рецепт. — 2013. — Вып. 6 (92). — С. 112—118.
- Фармацевтическое обеспечение детей с пневмонией в условиях стационарного лечения / О. И. Беляева, В. В. Трохимчук // Вестник Южно-Казахстанской фармацевтической академии. — 2014. — Т. 4. — Вып. 3 (68). — С. 111—116.

## Награды
- Почётное звание «Заслуженный работник образования Украины» (2010)
- Награждён 5 государственными медалями
- Воинское отличие Министерства обороны Украины «Ветеран воинской службы» (2001)
- Почётная медаль «15 лет Украинской военно-медицинской академии» (2008)
- Почётные грамоты Министерства обороны Украины (1997, 1999, 2001, 2018)
- Почётные грамоты Министерства здравоохранения Украины (2006, 2008, 2009)
- Почётные грамоты Министерства образования и науки Украины (2001, 2007)
- Почётный нагрудный знак Министерства образования и науки Украины «Отличник образования Украины» (2000)
- Почётный нагрудный знак «Благодарность городского головы Киева» (2002)
- Почётный нагрудный знак главы Одесской областной государственной администрации (2007).
- Почетный нагрудный знак «210 лет 411 Центральному военному клиническому госпиталю» (Міністерство оборони України, 2007 р.)
- Орден «Герой Чорнобиля» (25.02.2015 р.),
- Почетный нагрудный знак «За Україну. За її волю. 25 років» (Міністерство оборони України, 24.01.2017 р.)
- Почетный нагрудный знак 1 и 2 ступени «Віра, мужність, честь» (Українська православна церква, 02.09.2018 р., 01.11.2018 р.)
- Медаль «100 років НМАПО імені П. Л. Шупика» (02.10.2018 р.)
- Почетный нагрудный знак «Знак пошани» (Національна медична палата України,24.01.2018 р.)
- Орден «Зірка слави та заслуг» (Всеукраїнське об’єднання «Країна», 24.11.2020 р.)
- Медаль «За заслуги» (Українська військово-медична академія, 24.01.2018 р., 23.01.2020 р.)

### Воинские звания Вооружённых сил СССР
- Лейтенант медицинской службы (1978)
- Старший лейтенант медицинской службы (1980)
- Капитан медицинской службы (1984)
- Майор медицинской службы (1988)
- Подполковник медицинской службы (1991)

### Воинские звания Вооружённых сил Украины
- Подполковник
- Подполковник медицинской службы
- Полковник медицинской службы (1994)
- С 2003 года — в отставке.